# Автомобильные дороги Израиля

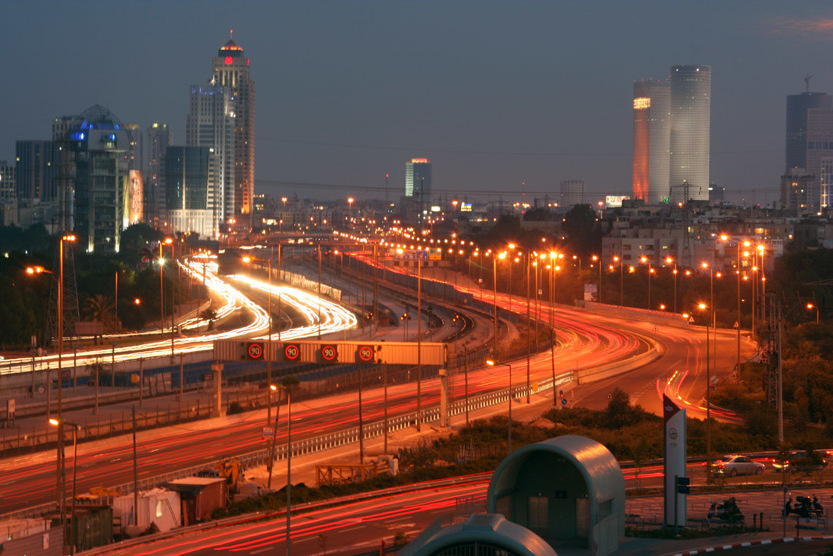
Автомагистраль «Аялон» в центре Тель-Авива

Автомобильные дороги Израиля — хорошо развитая автодорожная сеть, охватывающую всё государство Израиль. Эта сеть претерпевает постоянное совершенствование и расширение для размещения растущего числа транспортных средств на своих дорогах, для сокращения времени перемещения и содействия деконцентрация жилых, деловых и правительственных центров к северу и к югу от центра страны.

## История
Дорожная инфраструктура в Израиле начала развиваться ещё во время британского мандата. В 1921 году был создан инженерный отдел для реализации проектов по развитию инфраструктуры в стране. По окончании действия мандата и образовании государства Израиль он был преобразован в Департамент общественных работ (PWD). Отдел работал в рамках различных министерств, таких как Министерство труда в 50-х годах XX века, Министерство инфраструктуры. В конце XX века он оказался в Министерстве транспорта вплоть до его закрытия в 2004 году решением израильского правительства и превращения его в компанию «Нетивей-Исраель» (Национальное управление автомобильных дорог Израиля).
По состоянию на 2017 год в Израиле проложено 19 500 км дорог с твердым покрытием.

## Нумерация дорог
Дороги в Израиле разделяются на 4 категории: национальные дороги, междугородние дороги, региональные дороги и дороги местного значения:
- Автомагистрали (скоростные шоссе) — пронумерованы одной цифрой (например: автомагистраль 1)
- Междугородние шоссе — пронумерованы двумя цифрами (например: автомагистраль 10)
- Региональные дороги — пронумерованы тремя цифрами (например, шоссе 293)
- Дороги местного значения — пронумерованы четырьмя цифрами (например, шоссе 5066 (ивр. כביש 5066‎))

## Разрешенная скорость

Знак ограничения скорости

В Израиле, при отсутствии дорожных знаков ограничивающих скорость, разрешены следующие максимальные скорости:
- Автомагистрали — 110 километров в час.
- Междугородние шоссе с разделением между встречными полосами движения — 90 километров в час.
- Междугородние шоссе без разделения между встречными полосами движения — 80 километров в час.
- Городские дороги — 50 километров в час.